# Jan Nepomucen Zboiński
Jan Nepomucen Zboiński herbu Ogończyk (zm. 1805) – szambelan Stanisława Augusta Poniatowskiego w 1777 roku, deputat na Trybunał Główny Koronny w 1779 roku, starosta mszański.

## Życiorys
Członek konfederacji Andrzeja Mokronowskiego w 1776 roku i poseł na sejm 1776 roku z województwa płockiego. Poseł sandomierski na sejm 1782 roku. Sędzia sejmowy ze stanu rycerskiego w 1782 roku. Poseł ziemi dobrzyńskiej na Sejm Czteroletni w 1788 roku. 29 kwietnia 1791 roku przyjął obywatelstwo miejskie w ratuszu Starej Warszawy. 2 maja 1791 roku podpisał asekurację, w której zobowiązał się do popierania projektu Ustawy Rządowej. Jako deputowany do konstytucji z prowincji Wielkopolskiej podpisał konstytucję 3 maja. 
Członek Zgromadzenia Przyjaciół Konstytucji Rządowej.
W 1791 roku odznaczony Orderem Orła Białego, w 1781 został kawalerem Orderu Świętego Stanisława.